# Little Bull Lake, Sudbury
Little Bull Lake är en sjö i Kanada.   Den ligger i distriktet Sudbury och provinsen Ontario, i den sydöstra delen av landet, 400 km väster om huvudstaden Ottawa. Little Bull Lake ligger 324 meter över havet.
I omgivningarna runt Little Bull Lake växer i huvudsak blandskog. Trakten runt Little Bull Lake är nära nog obefolkad, med mindre än två invånare per kvadratkilometer.